# Kāʻekeʻeke
Das kāʻekeʻeke, auch ahupahu, ist ein aus Bambus gefertigtes Stampfrohr, das in der hawaiischen Musik meist paarweise zur Rhythmusbegleitung bei traditionellen Gesängen oder Hula-Tänzen eingesetzt wird.

## Bauform und Spielweise
Das als Musikinstrument verwendete Rohr der Bambusgattung Schizostachyum gehört instrumentenkundlich zu den Aufschlagidiophonen, es wird in verschiedenen Längen von etwa 30 bis 150 Zentimetern verwendet. Die untere Seite, mit der zur Tonerzeugung auf den festen Boden oder eine Matte gestoßen wird, ist durch ein Stofftuch, üblicherweise Tapa, verschlossen. Dieses schützt vor schnellem Verschleiß und Verschmutzung.
Gespielt wird in sitzender oder stehender Position mit einem kāʻekeʻeke in jeder Hand. Je länger das Rohr, desto tiefer ist der erzeugte Ton. Im Stehen wird der Körper lediglich rhythmisch vor und zurück bewegt, ohne die spezifischen Hula-Schritte auszuführen. Um Harmonien spielen zu können, benötigt man mehrere Instrumente unterschiedlicher Länge, die miteinander kombiniert werden.

## Tonumfang
Folgende Längen-Ton-Verhältnisse sind mit der Verbreitung traditioneller hawaiischer Musik durch Winona Beamer mittlerweile etabliert:
f – 50 cm
e – 53,3 cm
d – 60,3 cm
c – 66 cm usw.